# 交匯林蔭路車站
交匯林蔭路車站（英語：Junction Boulevard station），原名「交匯大道車站」（英語：Junction Avenue station），是紐約地鐵IRT法拉盛線的一個快車地鐵站，位於皇后區可樂娜交匯林蔭路和羅斯福大道交界，設有7號線（任何時候停站）列車服務，而繁忙時段的尖峰方向還有開行<7>列車。

## 車站結構
| 3F       | 跨線橋                | 月台轉換層                                                                                              |
| P 月台層 | 南行                  | 往34街-哈德遜調車場（90街）                                                                             |
| P 月台層 | 島式月台，左/右側開門 | |
| P 月台層 | 尖峰特快              | 往34街-哈德遜調車場（早上尖峰時段）（61街-伍德賽德） · 往法拉盛-緬街（黃昏尖峰時段）（大都會-威利斯角） |
| P 月台層 | 島式月台，左/右側開門 | |
| P 月台層 | 北行                  | 往法拉盛-緬街（103街）                                                                                  |
| M        | 夾層                  | 往出入口、車站詢問處、車站詢問處、MetroCard自動售票機 升降機位於交匯林蔭路及羅斯福大道東北角            |
| G        | 街道層                | 出入口                                                                                                  |

此站設有兩個島式月台和三條軌道。兩條外側慢車軌道由7號線慢車服務，而中央快車軌道則由尖峰特快<7>號線快車服務

## 外部連結
- nycsubway.org—IRT Flushing Line: Junction Boulevard
- Station Reporter — 7 Train
- The Subway Nut — Junction Boulevard Pictures （页面存档备份，存于）
- Junction Boulevard entrance from Google Maps Street View （页面存档备份，存于）
- Platforms from Google Maps Street View